# Monmouthshire and Brecon Canal

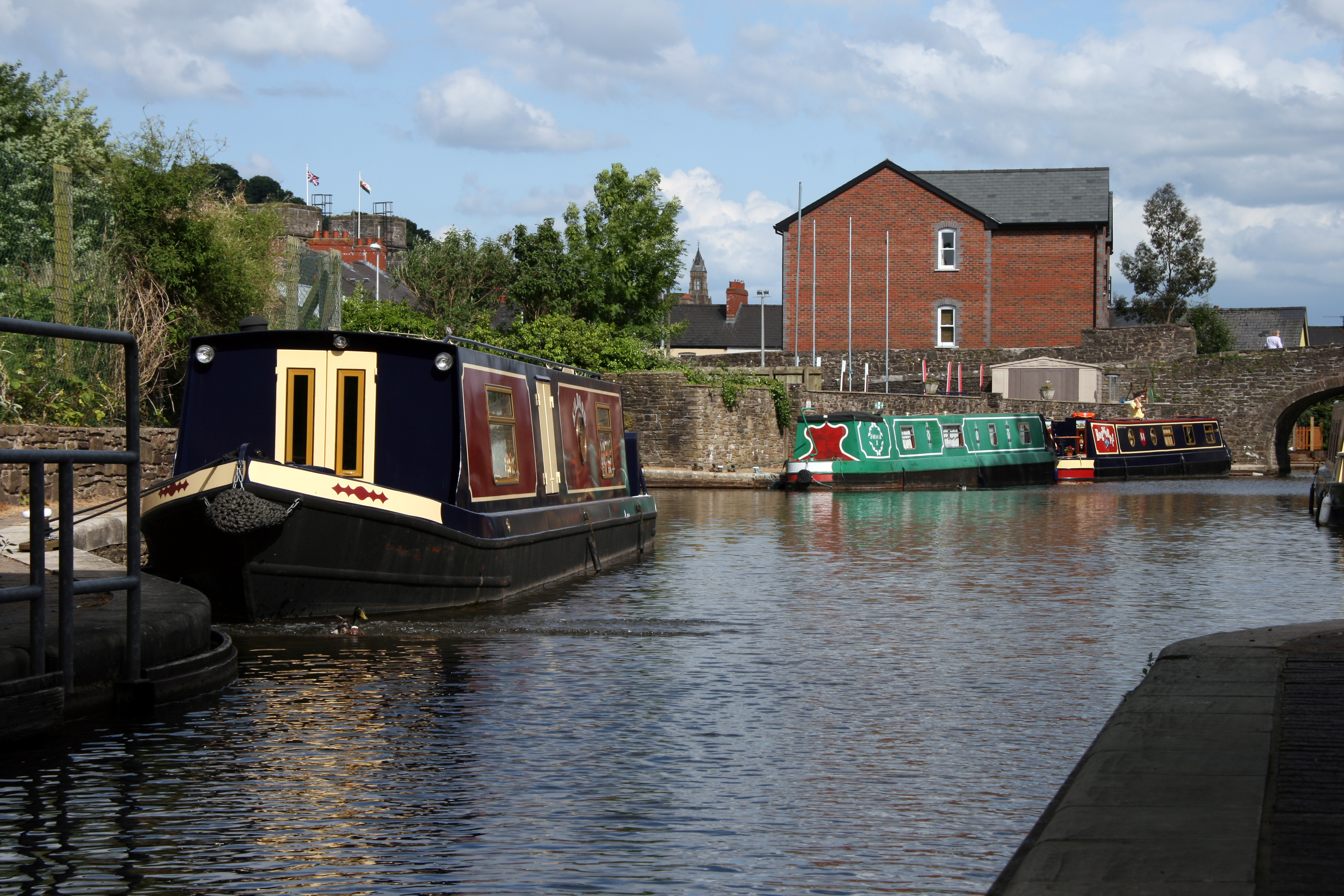
Der Beginn des Kanals in Brecon

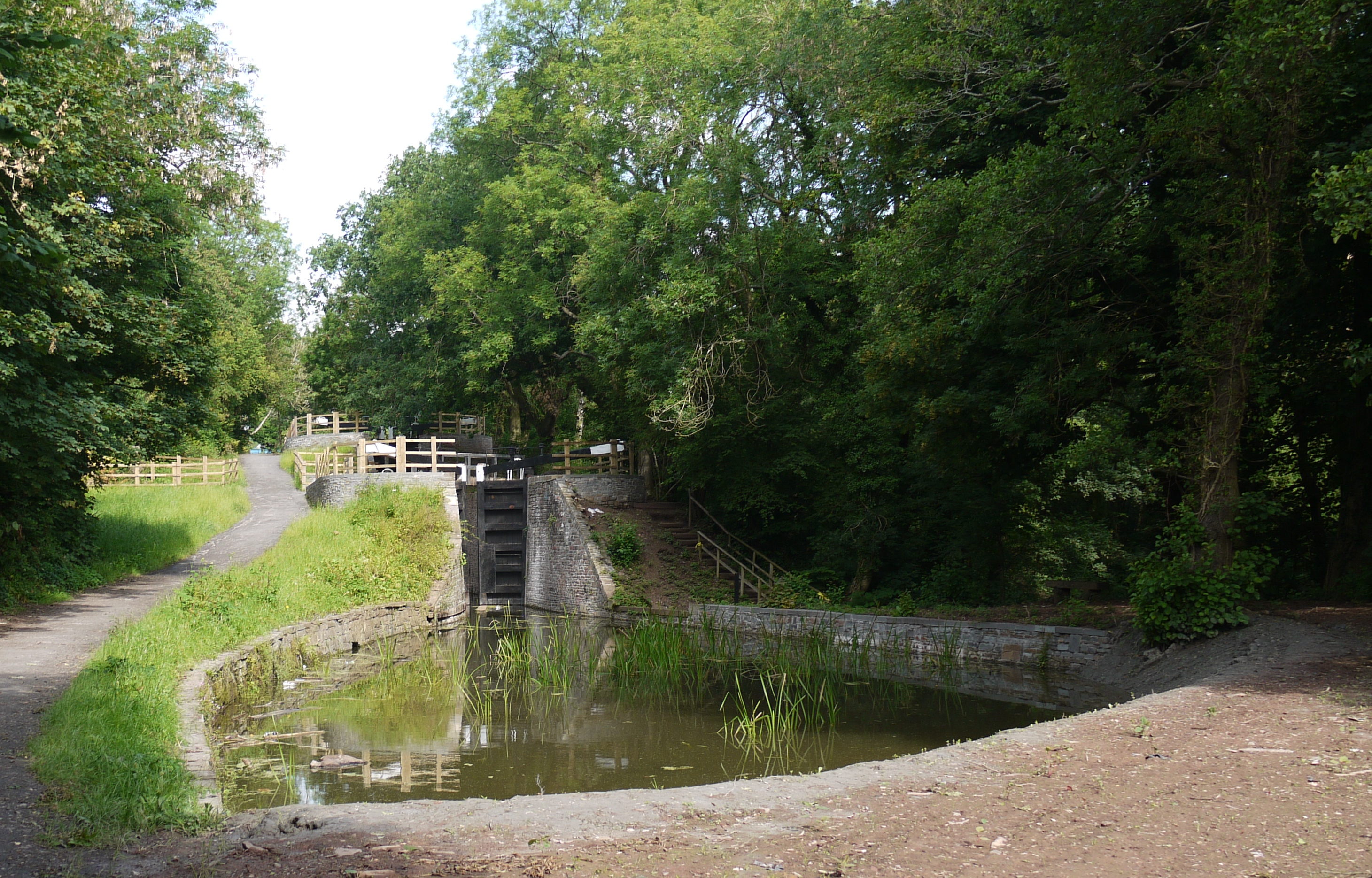
Sanierte Schleuse im Oberlauf des Kanals

Der Monmouthshire and Brecon Canal (walisisch Camlas Sir Fynwy a Brycheiniog) ist ein kleines Netzwerk von Kanälen in Südwales, Großbritannien. Dieses verband die Ortschaft Brecon mit der Hafenstadt Newport. Der größte Teil der heute noch schiffbaren Länge des Kanals von 65 km verläuft durch den Brecon-Beacons-Nationalpark. Ursprünglicher Zweck des Kanalnetzwerkes war mit der beginnenden Industriellen Revolution der Transport von Kohle und Eisen (die aus den Gebirgszügen Fforest Fawr, Brecon Beacons und Black Mountains stammten) zum Hafen und Industriezentrum von Newport. Dabei verzweigte sich ausgehend vom Kanal ein Netzwerk von Straßen-, Pferde- und Eisenbahnen – wie der Hall’s Tramroad – die den Kanal mit den umliegenden Bergwerken verband. Da der Kanal keine Verbindung zu bestehenden Wasserstraßen besaß, konnten die konstruktiven Abmessungen relativ frei gewählt werden. So sind die Schleusen für eine maximale Breite von 2,79 m, eine maximale Länge von 19 m und einen Tiefgang von 0,91 m ausgelegt.

## Geschichte

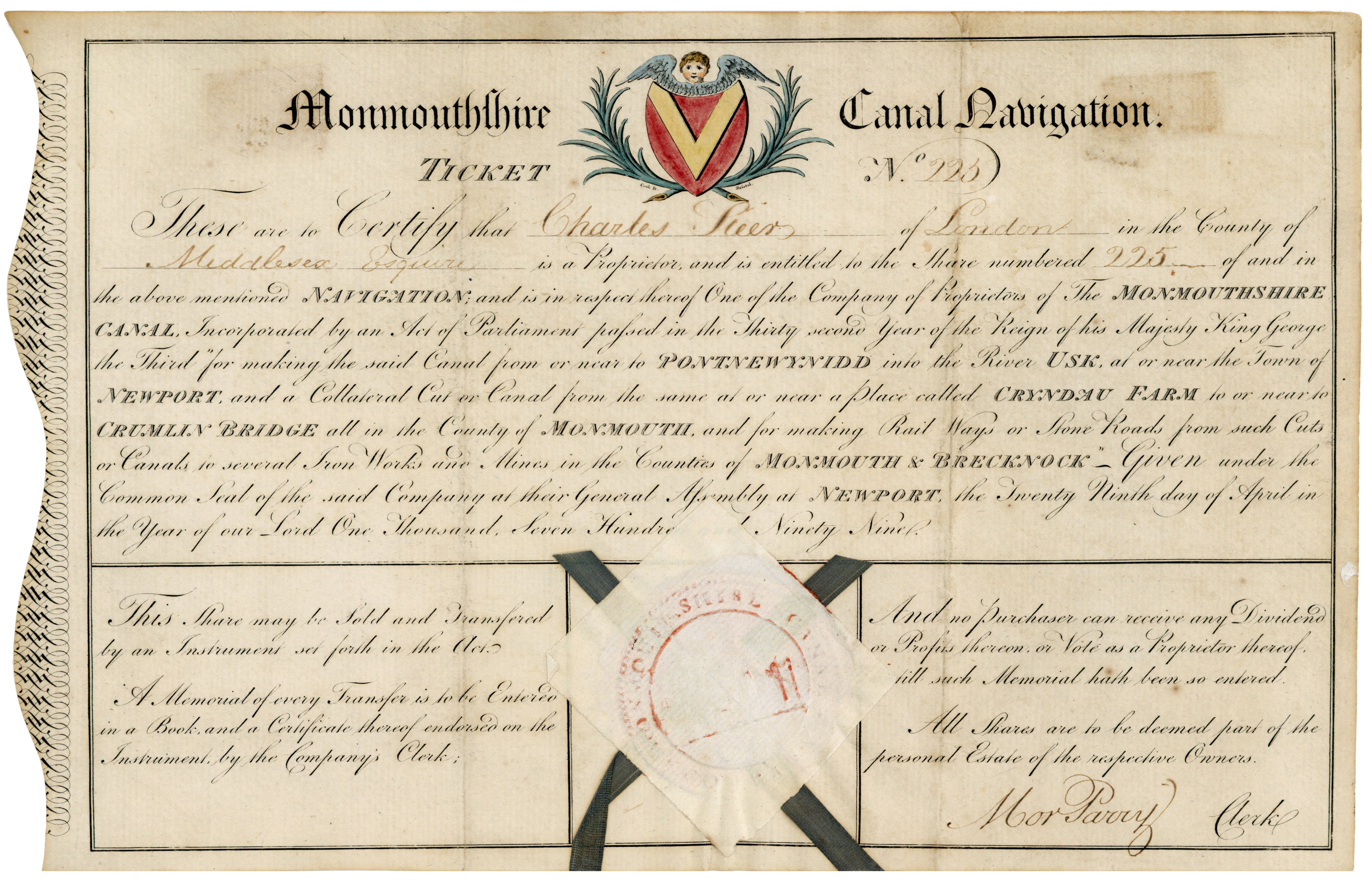
Aktie der Monmouthshire Canal Navigation, ausgegeben am 29. April 1799 in Stockton, mit Textauszug aus dem Act of Parliament von 1792, wonach die Gesellschaft das Recht hätte „rail ways“ und „stone roads“ zu bauen, um Hütten und Minen in der Region miteinander zu verbinden, was 1793 mit der Gründung der Trevil Tramroad Company als Untergesellschaft mit einem Kapital von 5.000 Pfund realisiert wurde. Die Pferdeeisenbahn wurde 1797 eröffnet.

Der lokal auch als „Mon and Brec“ bezeichnete Kanal bestand ursprünglich aus zwei unabhängigen Kanälen. Zum einen dem Monmouthshire Canal, der ausgehend von Newport bis Pontymoile verlief und dort bei der Ortschaft Pontnewynydd in ein größeres Bassin mündete. Dieser Abschnitt überwindet auf der 20,1 km langen Strecke eine Höhendifferenz von 136 m und benötigt dafür 42 Schleusen. Sein Baubeginn war im Jahr 1792, nachdem am 3. Juni 1792 das britische Parlament die Gründung einer entsprechenden Kanalgesellschaft und deren finanzielle Ausstattung in Höhe von £120.000 zuzüglich einer Reserve von £60.000 durch die Ausgabe von Aktien verfügte. Die Fertigstellung geschah 1796. Den Bau leitete der Ingenieur Thomas Dadford Jr. und die Wasserversorgung erfolgte bis zur Fertigstellung des flussaufwärts gelegenen Brecknock and Abergavenny Canal über den Stausee Cwm Carne. Als Ergänzung zum Monmouthshire Canal wurde zudem noch ein Nebenarm angelegt, der so genannte Crumlin Arm. Dieser verband Newport mit der Ortschaft Crumlin und folgt dabei dem Flusslauf des Ebbw in nordwestlicher Richtung vom Hauptkanal. Dieser Abschnitt war 18 km lang und überwand mit 32 Schleusen einen Höhenunterschied von 109 m. Die Fertigstellung erfolgte 1799.
Der zweite Teil war vormals der Brecknock and Abergavenny Canal, welcher Pontymoile und Brecon auf einer Länge von 52 km verbindet. 21 m Höhenunterschied werden dabei mittels fünf Schleusen überwunden und der Kanal folgt weitestgehend dem Fluss Usk, welcher auch einige Male aufwendig gekreuzt wird. Dieser Kanal wurde erstmals 1792 vorgeschlagen, um Brecon mit dem wirtschaftlich nutzbaren Unterlauf des Flusses Usk in der Nähe von Caerleon zu verbinden. Die Initiative kam hierbei aus der Herrschaftsfamilie von Monmouthshire. Es kam aber noch im selben Jahr zur Abstimmung mit der neu gegründeten Company of Proprietors of the Monmouthshire Canal Navigation, welche mit dem gleichnamigen Kanalprojekt eigentlich eine Konkurrenz darstellte. Ziel der Abstimmung war es, eine Kreuzung mit dem Monmouthshire Canal bei Pontymoile in der Nähe von Pontypool zu schaffen und die Trasse bis Newport ab dort gemeinsam zu nutzen. Am 28. März 1793 wurde dann ein entsprechendes Gesetz des Parlaments verabschiedet, das es der neu gegründeten Kanalgesellschaft erlaubte, £100.000 in Aktien aufzubringen, mit der Option auf weitere £50.000, bei vorhandenem Bedarf; sowie Eisenbahnen und Infrastruktur zu bauen, um den Kanal mit Minen, Steinbrüchen und Eisenhütten zu verbinden. Der Bau am Kanal begann 1795 beim Dorf Penpedairheol in der Nähe von Crickhowell, nachdem zuvor einige zuliefernde Eisenbahnlinien gebaut worden waren. Die Leitung der Arbeiten hatte der Ingenieur John Dadford, dessen älterer Bruder bereits den Bau des Monmouthshire Canal leitete. Ende 1797 wurde der erste Abschnitt von Gilwern nach Llangynidr in Brecknockshire eröffnet. 1799 erfolgte der Durchstich nach Talybont-on-Usk und im Dezember 1800 erreichte die Trasse Brecon, von wo auch der Kanal hauptsächlich aus dem Fluss Usk gespeist wird. Als 1801 John Dadford unerwartet verstarb, verblieb nur noch ein Abschnitt bei Gilwern mit der aufwendigen Brückenquerung des Flusses Clydach unvollendet. Da jedoch zu diesem Zeitpunkt die finanzielle Situation der Kanalgesellschaft in Schieflage geriet, wurde der Weiterbau des Kanals eingestellt und die Gesellschaft verlegte sich auf die Nutzung der bereits fertiggestellten Abschnitte. Es sollte mit einigen finanziellen Herausforderungen noch bis zum Februar 1812 dauern, um den Kanal vollständig herzustellen.

## Heute
Das Netzwerk der Kanäle wurde nach einigen Dammbrüchen 1962 stillgelegt. Vor allem, da dessen wirtschaftliche Bedeutung mit dem drastischen Rückgang des Kohleabbaus in der Region verschwunden war und im Oberlauf bereits 16 Jahre lang kein geregelter Schiffsverkehr mehr stattfand. Allerdings erfolgte bereits 1970 die Wiedereröffnung des Abschnittes Brecknock (Brecon) bis Abergavenny, sowie des kürzeren Abschnitts der Monmouthshire-Strecke von Newport bis kurz vor Pontymoile, mit dem Ziel einer touristischen Nutzung.
Seitdem erfolgt die kontinuierliche Sanierung und Umgestaltung der Anlagen. So wurden zwischenzeitlich alle Schleusen erneuert und einige Häfen für Ausflugsboote und den Bootsverleih ausgebaut. Auch wurde das, im Stadtgebiet von Brecon gelegene, obere Becken attraktiver gestaltet und 1997 um einen modernen Theaterneubau im Still eines alten Speicherhauses ergänzt.
Anfang April 2025 schlug der Canal and River Trust, der den Kanal instand hält, Alarm. Aufgrund ungewöhnlich trockenen Wetters war es notwendig geworden, Wasser aus dem walisischen Usk Reservoir anzukaufen, was wiederum auf Kosten notwendiger Reparaturen und Instandhaltungsmaßnahmen am Kanal ging. In den Jahren zuvor war durch den Gesetzgeber die Wassermenge, die dem Fluss Usk entnommen werden durfte, wegen Umweltüberlegungen beschränkt worden.